# Anton Friedrich Büsching
Anton Friedrich Büsching, född 27 september 1724 i Stadthagen, Schaumburg-Lippe, död 28 maj 1793 i Berlin, var en tysk teolog och geograf. Han var far till Johann Gustav Gottlieb Büsching.
Büsching blev, efter en längre tids vistelse i Danmark, lärare i den teologiska fakulteten i Göttingen. Han beskylldes för att vara irrlärare och lämnade 1757 sin lärostol, men utnämndes 1759 till professor i filosofi vid samma universitet. År 1761 blev han kyrkoherde i den protestantiska församlingen i Sankt Petersburg och 1767 direktor vid Gymnasium zum Grauen Kloster i Berlin.
Büschings viktigaste verk är Erdbeschreibung (tio delar, 1754-92, sedan fortsatt av andra), det första strängt vetenskapliga geografiska arbete, som publicerades i Tyskland, och det första arbete av detta slag, där uppgift om ytinnehåll och folkmängd meddelades. Av stort intresse är hans Magazin für die neue Historie und Geographie (22 delar, 1767-88; del 1 ny upplaga 1779; del 2 ny upplaga 1769; ur del 2 översattes på svenska "Anmärkningar öfwer swänska Ministérens förhållande och ursprunget til det år 1741 med Ryssland begynte krig", 1770).